# Giuseppe Romano
Pour les articles homonymes, voir Romano.
Giuseppe Romano (né le 15 novembre 1918 à Brescia en Lombardie et mort le 16 novembre 1965 à Tempio Pausania en Sardaigne) est un joueur de football professionnel italien qui jouait au poste de gardien de but.

## Biographie
Né à Brescia, c'est dans un club de sa ville, le Brescia Calcio, que Giuseppe Romano fait en 1937 ses débuts footballistiques, avant de changer pour Vicence Calcio en 1942, et pour Calcio Côme en 1944, puis d'alterner entre ces trois clubs jusqu'en 1951.
En 1951, il signe alors pour la meilleure équipe du moment, alors le Torino FC, et y reste 3 ans avant d'être transféré à Calcio Lecco en 1954 pour un an. Puis, en 1955, il part jouer pour Piacenza Calcio.
Il termine sa carrière en 1956 dans le club de la Juventus, où il reste une seule saison, ayant pour tâche d'assumer la doublure des gardiens Giovanni Viola et Giuseppe Vavassori. Il joue son premier match avec la Juve le 3 mars 1957 lors d'un succès 5-1 en Serie A sur l'Inter. Au total, il joue 6 matchs avec le club turinois, avant de prendre sa retraite de footballeur.
Giuseppe Romano est le footballeur le plus âgé à avoir joué à la Juventus : il joue son dernier match pour la Vieille Dame à 38 ans et 138 jours (le 2 juin 1955 lors d'une défaite 2-1 contre Padoue).